# Andrea Díaz (activista)
Andrea Díaz (Quetzaltenango, 1987) es una activista LGBT indígena guatemalteca. Es la cofundadora de la organización Vidas Paralelas, que trabaja a favor de los derechos de la comunidad lésbica local, además de ser promotora de la reivindicación de la identidad indígena.

## Trayectoria
Díaz salió del armario de forma pública como mujer lesbiana durante la primera edición de la marcha del orgullo de Quetzaltenango, que se celebró en 2011. Tras hacer pública su homosexualidad, sufrió violencia homofóbica en varias ocasiones en su ciudad natal, incluyendo instancias en que fue atacada con piedras por caminar agarrada de la mano de su novia por la calle.
Fundó la organización Vidas Paralelas alrededor de 2011, a través de la cual se dio apoyo a más de 50 denuncias de violencia homofóbica contra mujeres lesbianas en Quetzaltenango durante su primera década de funcionamiento, con ayuda de acompañamiento psicológico y de alojamiento temporal.
Hasta 2022, Díaz continuaba al frente de la organización como su directora.